# Roser Llevat i Viladot
Roser Llevat i Viladot (Barcelona, 1944 - Barcelona, 25 de novembre de 2022) fou una pedagoga infantil i activista social vinculada i amb càrrecs de responsabilitat a la Creu Roja.
Pedagoga infantil de formació, professionalment va estar vinculada a diverses tasques de relacions públiques, moda i confecció, sempre compromesa amb les causes socials i humanitàries, com és el cas de la seva llarga vinculació a la Creu Roja. L'any 1999 fou nomenada vicepresidenta provincial primera de la Creu Roja a Girona i, arran d'aquesta responsabilitat, va agafar el relleu a la presidència local i provincial l'any 2005, i va passar a ser el màxim càrrec directiu de l'organització humanitària a les comarques de Girona fins al final dels seus dies. En els darrers anys, fou també vicepresidenta primera de la Creu Roja a Catalunya, a més de membre del Comitè Nacional de la Creu Roja. Durant la seva gestió es van posar en marxa i consolidat projectes avui cabdals de l'organització humanitària, com ara la lluita contra la cronificació de la pobresa, l'atenció i l'acollida de persones refugiades i migrants a Girona o el treball amb la gent gran en els seus múltiples camps d'intervenció. Llevat va començar la seva trajectòria com a voluntària al món local, a l'Assemblea de la Creu Roja de Figueres, el 24 de novembre de 1994. Allà va promoure la creació de l'àmbit de Benestar Social dins l'Assemblea Local de la Creu Roja. Va incorporar-se al Comitè Local a Figueres, on va assumir-ne la presidència local des de l'any 1999 fins a l'any 2019.